# ニコデモ・スカルフォ

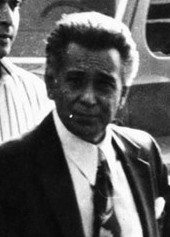
FBIが撮影したニコデモ・スカルフォ

ニコデモ・ドメニコ・"リトル・ニッキー"・スカルフォ（Nicodemo Domenico "Little Nicky" Scarfo、1929年3月8日 - 2017年1月13日）はフィラデルフィアのマフィアのボスだった人物。カラブリア系の出身。あだ名は、身長が164cmしかなかったことに由来する。ロバート・デニーロと付き合いがあったという。
ニューヨーク・ブルックリン出身。父は、ジェノヴェーゼ一家の構成員だった。
高校卒業後、ボクサーを目指したが失敗。その後、叔父のニコラス・ピッコロを頼ってフィラデルフィアへ移り、フィラデルフィア一家の一員となる。
1963年に殺人で有罪判決を受ける。
1980年にフィラデルフィアのボスだったアンジェロ・ブルーノが暗殺され、後を継いだフィリップ・テスタによりカポレジームに昇格。翌年にテスタが腹心のピーター・カセッラに殺害された後、ポール・カステラーノとアンソニー・サレルノのお墨付きの元にカセッラをフロリダへ追放し、フィラデルフィアのボスの座に着いた。なお、彼がファミリーのボスになれたのは報復合戦でライバルが死んでしまったからという意見もある。
ボスになって後はニューヨークのジョン・ゴッティと深い関係を持ち、アトランティックシティの縄張りを分け合っていた。さらに、叔父のピッコロら自分の親戚を幹部に採用するなど縁故主義も見られた(その点はゴッティも同様である)。
だが、スカルフォはサイコパスだったと言われており、取るに足らぬ理由や讒言などにより、部下を30人以上殺害した。その中には、先代のボスだったフィリップ・テスタの息子サルヴァトーレ・テスタなども含まれていた。またスカルフォは自分が金を送っていた判事に裏切られたとき、部下を使いその判事を暗殺した。一部では人を殺すのが大好きだったといわれている。
しかし、1987年に逮捕された際、スカルフォに嫌気がさした部下たちが自分の身を守るため次々と密告者となった。そのとき最初に裏切ったのはアンダーボスだった甥のフィリップ・レオネッティだった。自分の甥のレオネッティに裏切られたとき大きな戸惑いを覚えたという。その後、当局はスカルフォと関係があったゴッティも追求し、有罪に追い込んだ。結局、スカルフォは1988年に恐喝と殺人の罪で懲役55年の有罪判決を受けた（出所は2033年予定だった）。その後アトランタの合衆国刑務所で服役していたが、2017年、移送先のノースカロライナ州グランビル郡の連邦医療センターで死去。享年87。
息子のニコデモ・"ニッキー"・スカルフォ・ジュニアは彼の元でソルジャーとして働いていたが、スカルフォの逮捕後1989年10月31日 にジョゼフ・メルリーノ（元アンダーボスで、スカルフォによりソルジャーに降格させられたサルヴァトーレ・"チャッキー"・メルリーノの息子）に銃撃されて重傷を負い、結果ルッケーゼ一家へ移ることになる。その後、FBIが開発したキーロガー・「マジックランタン」により違法活動に関するメールを解読されたことから有罪判決を受けた。2005年に出所したが、2011年に横領などの容疑で再び逮捕され、2015年に懲役30年の判決を受けて現在服役中。